# NGC 704
NGC 704 est une galaxie lenticulaire située dans la constellation d'Andromède. NGC 704 a été découverte par l'astronome germano-britannique William Herschel en 1786.

## Caractéristiques
Sa vitesse par rapport au fond diffus cosmologique est de 4 476 ± 19 km/s, ce qui correspond à une distance de Hubble de 66,0 ± 4,6 Mpc (∼215 millions d'al).
À ce jour, deux mesures non basées sur le décalage vers le rouge (redshift) donnent une distance de 68,250 ± 13,223 Mpc (∼223 millions d'al), ce qui est à l'intérieur des valeurs de la distance de Hubble.
En raison d'une brillance de surface égale à 11,25  mag/am2, on peut qualifier NGC 704 de galaxie présentant une brillance de surface élevée.

## Paire de galaxies
NGC 704 est en fait une paire de galaxies. La petite galaxie sous NGC 704 est aussi appelée NGC 704b ou encore UGC 1343b.

## Groupe de NGC 669
NGC 704 fait partie du groupe de NGC 669. Ce groupe comprend plus d'une trentaine de galaxies, dont 15 figurent au catalogue NGC et 3 au catalogue IC.

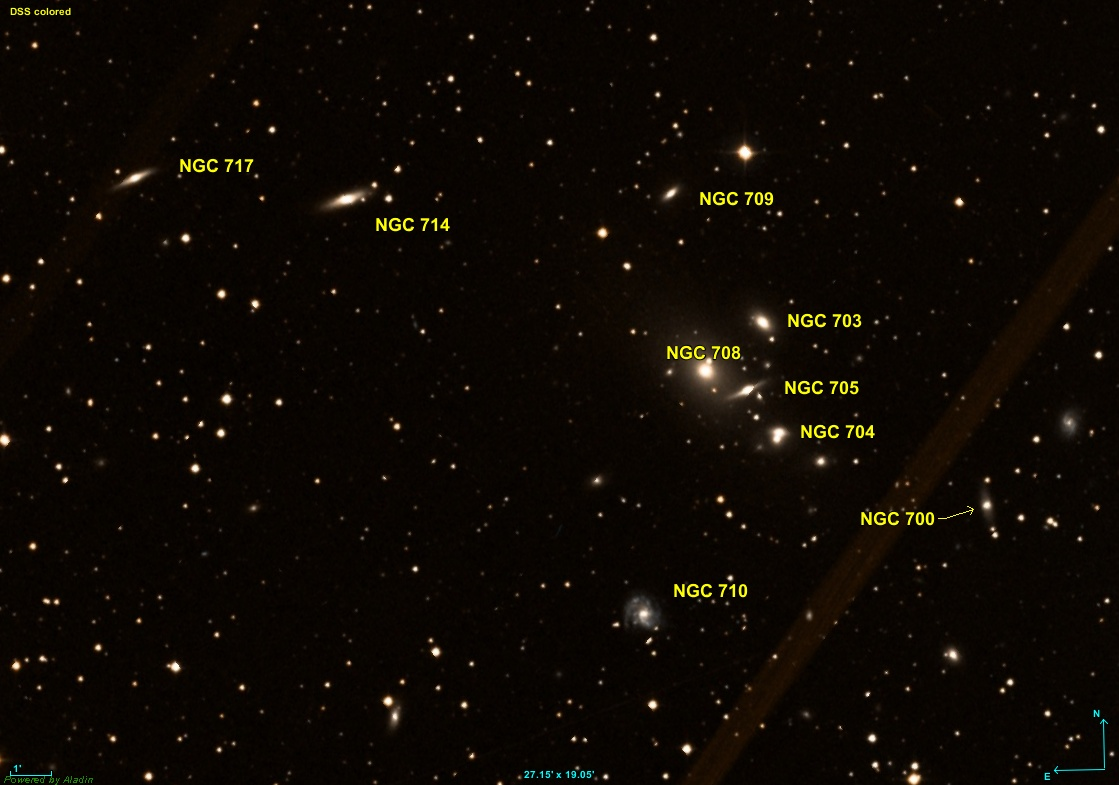
L'amas galactique Abell 262. NGC 759 est en dehors du champ de l'image, à gauche.

NGC 704 fait partie de l'amas de galaxies Abell 262, un sous-ensemble du superamas de Persée-Poissons. Les autres galaxies NGC de cet amas qui comprend plus de 100 membres sont : NGC 700, NGC 703, NGC 705, NGC 708, NGC 709, NGC 710, NGC 714, NGC 717 et NGC 759
.